# 1987年の音楽
1987年の音楽（1987ねんのおんがく）では、1987年（昭和62年）の世界の音楽動向について記述する。（各国語版に売り上げ金額掲載なし。日本語版も掲載しない。）
1986年の音楽-1987年の音楽-1988年の音楽

## 概要・できごと
- シングル『愚か者』は、萩原健一と近藤真彦の競作となった。
- うしろ髪ひかれ隊の「時の河を越えて」がヒットした[1]。
- 日本ではシングルの売り上げが落ち始めた。アナログ・レコードからCDの移行期となった。
- おニャン子クラブが解散。工藤静香がソロ・デビュー。
- ジャズ・フュージョンのジャコ・パストリアスが死去した。
- 荻野目洋子 、中森明菜 、安全地帯、 南野陽子らがヒットを放った。
- 桑田佳祐のソロデビューシングル「悲しい気持ち (JUST A MAN IN LOVE)」が本年末から翌年にかけてヒット。両年度合算すると約34万枚となった。
- テレサ・テンの「時の流れに身をまかせ」も前年と合算すると約33万枚となる。
- 瀬川瑛子「命くれない」は、歴代最も少ない売上（約42万枚）、かつ歴代最も低い最高順位（6位）でのオリコンシングルチャート年間1位となった。
- 杉山清貴のアルバム『リアルタイム　トゥ　パラダイス』がアルバム・チャートで5週連続1位を獲得。
- 日本でのCDプレーヤーの普及率 10.0% (内閣府「消費動向調査」)[2]。

## 詳細
- 4月22日 - 美空ひばりが公演先の福岡市にて緊急入院、慢性肝炎及び特発性大腿骨頭壊死症と診断を受け歌手活動の休止を発表、病気療養に専念。3か月後の8月3日に退院。
- 12月24日 - BOØWYがツアー最終日、渋谷公会堂にて解散宣言。
- 12月31日 - 第29回日本レコード大賞 「愚か者」／近藤真彦
最優秀歌唱賞 大月みやこ／「女の駅」、最優秀新人賞 立花理佐／「キミはどんとくらい」
アルバム大賞 『LICENSE』／長渕剛、ベストアーチスト賞 少年隊／「君だけに」
- 12月31日 - 第38回NHK紅白歌合戦

## 洋楽シングル
- リック・アストリー - 「ギヴ・ユー・アップ」
- バナナラマ - 「アイ・ハード・ア・ルーマー (噂)」
- バナナラマ「第一級恋愛罪」
- ビリー・ベラ&ザ・ビーターズ - 「アット・ジス・モーメント」
- ベリンダ・カーライル「ヘブン・イズ・ア・プレイス・オン・アース」
- ディペッシュ・モード「ストレンジ・ラヴ」
- デイジャ「ユー・アンド・ミー・トゥナイト」
- Climie Fisher – Love Changes (Everything)
- Samantha Fox – I Surrender (to the Spirit of the Night)
- Samantha Fox – Nothing's Gonna Stop Me Now
- Aretha Franklin & George Michael – I Knew You Were Waiting (For Me)
- Peter Gabriel – Big Time
- Heart – Alone
- The Housemartins – Caravan of Love
- グレイトフル・デッド - 「タッチ・オブ・グレイ」
- マイケル・ジャクソン - 「バッド」「マン・イン・ザ・ミラー」
- ロス・ロボス – 「ラ・バンバ」
- ロビー・ネビル - 「セ・ラ・ヴィ」[3]
- プリンス - 「サイン・オブ・ザ・タイムズ」
- マドンナ - 「ラ・イスラ・ボニータ」
- スウィング・アウト・シスター – 「ブレイクアウト」「トワイライト・ワールド」
- ロジャー – 「アイ・ワナ・ビー・ユア・マン」

## 洋楽アルバム
- エアロスミス - ｢パーマネント・ヴァケイション｣
- ブライアン・アダムス – イントゥ・ザ・ファイア
- Bad Religion – Suffer
- バナナラマ – Wow!
- ビージーズ : ESP
- Bobbysocks – Walkin' on Air
- ブギー・ダウン・プロダクションズ - 「クリミナル・マインデッド」
- Crowded House : Crowded House
- The Cure – Kiss Me, Kiss Me, Kiss Me
- ディープ・パープル「ザ・ハウス・オブ・ブルー・ライト」
- デフ・レパード「ヒステリア」
- エリックB & ラキム - 「ペイド・イン・フル」
- マイケル・ジャクソン - 「バッド」
- スウィング・アウト・シスター「ベター・トゥ・トラベル」
- デフ・レパード - 「ヒステリア」
- パブリック・エネミー - 「Yo!バム・ラッシュ・ザ・ショー」
- プリンス - 「サイン・オブ・ザ・タイムズ」
- R.E.M. – 「ドキュメント」

## 総合シングル (オリコン)
※集計期間 1986年12月1日付 - 1987年11月30日付
年間TOP50
- 集計会社 オリコン
- 1位 瀬川瑛子：「命くれない」
- 2位 中森明菜：「TANGO NOIR」
- 3位 吉幾三：「雪國」
- 4位 光GENJI：「STAR LIGHT」
- 5位 松田聖子：「Strawberry Time」
- 6位 中森明菜：「難破船」
- 7位 中森明菜：「BLONDE」
- 8位 尾形大作：「無錫旅情」
- 9位 五木ひろし：「追憶」
- 10位 少年隊：「君だけに」
- 11位 小泉今日子：「木枯しに抱かれて」
- 12位 長渕剛：「ろくなもんじゃねえ」
- 13位 徳永英明：「輝きながら…」
- 14位 南野陽子：「楽園のDoor」
- 15位 チェッカーズ：「I Love you, SAYONARA」
- 16位 少年隊：「stripe blue」
- 17位 中山美穂：「WAKU WAKUさせて」
- 18位 南野陽子：「話しかけたかった」
- 19位 少年隊：「バラードのように眠れ」
- 20位 BOØWY：「MARIONETTE (マリオネット)」
- 21位 TUBE：「SUMMER DREAM」
- 22位 TM NETWORK：「Get Wild」
- 23位 中山美穂：「50/50」
- 24位 中山美穂：「「派手!!!」」
- 25位 チェッカーズ：「WANDERER」
- 26位 本田美奈子：「Oneway Generation」
- 27位 堀内孝雄：「愛しき日々」
- 28位 南野陽子：「パンドラの恋人」
- 29位 森川由加里：「SHOW ME」
- 30位 石原裕次郎：「北の旅人」
- 31位 THE ALFEE：「サファイアの瞳」
- 32位 小泉今日子：「水のルージュ」
- 33位 南野陽子：「秋のIndication」
- 34位 尾崎豊：「核 (CORE)」
- 35位 近藤真彦：「愚か者」
- 36位 荻野目洋子：「六本木純情派」
- 37位 渡辺満里奈：「ホワイトラビットからのメッセージ」
- 38位 中山美穂：「CATCH ME」
- 39位 斉藤由貴：「MAY」
- 40位 杉山清貴：「最後のHoly Night」
- 41位 日野美歌・葵司郎：「男と女のラブゲーム」
- 42位 テレサ・テン：「時の流れに身をまかせ」
- 43位 菊池桃子：「アイドルを探せ」
- 44位 荻野目洋子：「湾岸太陽族」
- 45位 荻野目洋子：「さよならの果実たち」
- 46位 桑田佳祐：「悲しい気持ち (JUST A MAN IN LOVE)」
- 47位 杉山清貴：「水の中のAnswer」
- 48位 松田聖子：「Pearl-White Eve」
- 49位 とんねるず：「迷惑でしょうが…」
- 50位 レベッカ：「MONOTONE BOY」

## 音楽配信 (日本)

### 音楽配信ゴールド認定シングル
| 作品名                         | 認定             |
| ダブル・プラチナ               | ダブル・プラチナ |
| ------------------------------ | ---------------- |
| TM NETWORK「Get Wild」         | 2017年10月       |
| プラチナ                       |                  |
| BOØWY「MARIONETTE」            | 2020年4月        |
| ゴールド                       |                  |
| UNICORN「Maybe Blue」          | 2014年1月        |
| 岡村孝子「夢をあきらめないで」 | 2015年8月        |
| BOØWY「ONLY YOU」              | 2016年3月        |
| テレサ・テン「別れの予感」     | 2016年10月       |
| 竹内まりや「駅」               | 2017年8月        |

## 総合アルバム  (オリコン)
年間TOP50
- 集計会社 オリコン

※集計期間 1986年12月1日付 - 1987年11月30日付
- 1位 荻野目洋子：『ノン・ストッパー』
- 2位 松任谷由実：『ALARM à la mode』
- 3位 中森明菜：『CRIMSON』
- 4位 サウンドトラック：『トップガン』
- 5位 マイケル・ジャクソン：『BAD』
- 6位 BOØWY：『PSYCHOPATH』
- 7位 安全地帯：『安全地帯V』
- 8位 杉山清貴：『realtime to paradise』
- 9位 渡辺美里：『BREATH』
- 10位 松田聖子：『Strawberry Time』
- 11位 レベッカ：『REMIX REBECCA』
- 12位 HOUND DOG：『LOVE』
- 13位 ホイットニー・ヒューストン：『ホイットニーII〜すてきなSomebody』
- 14位 KUWATA BAND：『ROCK CONCERT』
- 15位 長渕剛：『LICENSE』
- 16位 稲垣潤一：『Mind Note』
- 17位 竹内まりや：『REQUEST』
- 18位 小比類巻かほる：『I'm Here』
- 19位 中森明菜：『Cross My Palm』
- 20位 1986 OMEGA TRIBE：『Crystal Night』
- 21位 TUBE：『SUMMER DREAM』
- 22位 佐野元春 WITH HEARTLAND：『Café Bohemia』
- 23位 徳永英明：『BIRDS』
- 24位 BOØWY：『BEAT EMOTION』
- 25位 荻野目洋子：『246コネクション』
- 26位 石井明美：『Mona Lisa』
- 27位 チェッカーズ：『GO』
- 28位 サザンオールスターズ：『BALLADE 2 '83〜'86』
- 29位 TM NETWORK：『Self Control』
- 30位 レベッカ：『TIME』
- 31位 池田聡：『missing』
- 32位 菊池桃子：『卒業記念』
- 33位 久保田利伸：『GROOVIN'』
- 34位 小泉今日子：『ザ・ベスト』
- 35位 南野陽子：『ブルーム』
- 36位 小泉今日子：『Hippies』
- 37位 鈴木聖美 with ラッツ&スター：『WOMAN』
- 38位 中山美穂：『COLLECTION』
- 39位 杏里：『SUMMER FAREWELLS』
- 40位 マドンナ：『トゥルー・ブルー』
- 41位 斉藤由貴：『風夢』
- 42位 オフコース：『as close as possible』
- 43位 吉川晃司：『A-LA-BA・LA-M-BA』
- 44位 BARBEE BOYS：『LISTEN!』
- 45位 中山美穂：『EXOTIQUE』
- 46位 中村あゆみ：『Smalltown Girl』
- 47位 薬師丸ひろ子：『ベスト・コレクション』
- 48位 HOUND DOG：『ROCKS TO ROLL』
- 49位 山下達郎：『ON THE STREET CORNER 2』
- 50位 チェッカーズ：『THE CHECKERS BEST』

## ビデオソフト
調査期間:昭和61年12月1月-62年11月30日
- 1位 ザ・ビートルズ：『ザ・ビートルズ・スペシャル』
- 2位 マドンナ：『フーズ・ザット・ガール-ライヴ・イン・ジャパン』
- 3位 レベッカ：『REBECCA IN FILMS』
- 4位 南野陽子：『NANNO CLUB』
- 5位 少年隊：『武道館LIVE』
- 6位 渡辺美里：『MISATO BORN AUG 1986 - MAR 1987』
- 7位 TM NETWORK：『Self Control and the Scenes from “the Shooting”』
- 8位 少年隊：『PRIVATE LIFE』
- 9位 BOØWY：『“GIGS” CASE OF BOØWY 4』
- 10位 BOØWY：『“GIGS” CASE OF BOØWY 1』
- 11位 少年隊：『PLAYZONE'87 TIME-19』
- 12位 BOØWY：『“GIGS” CASE OF BOØWY 2』
- 13位 THE ALFEE：『1986.12.24 Christmas Special ALL NIGHT THE ALFEE』
- 14位 BOØWY：『“GIGS” CASE OF BOØWY 3』
- 15位 THE ALFEE：『SUNSET - SUNRISE 1987 AUG.8-9』
- 16位 石原裕次郎：『わが人生に悔いなし (追悼版)』
- 17位 うしろゆびさされ組：『マジカルうしろゆびツアー』
- 18位 少年隊：『PLAYZONE'87 TIME-19 THE PREVIEW』
- 19位 米米CLUB：『米米TV ONODA-SAN』
- 20位 KUWATA BAND：『ONE DAY KUWATA BAND?ROCK CONCERT (AT TOHO STUDIO,19th Oct.1986)』
- 21位 斉藤由貴：『漂流姫』
- 22位 おニャン子クラブ：『卒業記念SPRINGコンサート Sailing 夢工場』
- 23位 HOUND DOG：『DOG EAT DOG』
- 24位 カシオペア：『CASIOPEA PERFECT LIVE LIVEII』
- 25位 THE BLUE HEARTS：『THE BLUE HEARTS LIVE! 〜1987.7.4日比谷野外音楽堂〜』
- 26位 男闘呼組：『Made in U.S.A』
- 27位 浅香唯：『ONLY YUI』
- 28位 松田聖子：『Super Diamond Revolution』
- 29位 おニャン子クラブ：『おニャン子クラブ解散記念 全国縦断ファイナルコンサート』
- 30位 大江千里：『CROQUIS』
- 31位 矢沢永吉：『矢沢永吉ヒストリー2』
- 32位 安全地帯：『To me 安全地帯LIVE』
- 33位 高井麻巳子：『時計じかけの小悪魔（ファントマ）』
- 34位 甲斐よしひろ：『イエロー・キャブ』
- 35位 C-C-B：『C-C-B LIVE TOUCH AND GO』

Category:1987年のライブ・ビデオを参照

## 音楽イベント
| 開催日        | タイトル                                                      |
| ------------- | ------------------------------------------------------------- |
| 7月25日       | 第7回 南こうせつ サマーピクニック '87                         |
| 7月25日・26日 | 第5回 PEACEFUL LOVE ROCK FESTIVAL 1987                        |
| 8月9日        | KIRIN SOUND TOGETHER POP HILL '87                             |
| 8月9日        | Rock'n Roll Olympic 1987                                      |
| 9月20日       | NAONのYAON 1987                                               |
| 10月4日       | EXCITING LIVE IN FUJIIDERA ‘87 WE ARE SOUL MEN                |
| 12月31日      | NEW YEAR ROCK FESTIVAL ROCK'N ROLL INNOVATION! 15th 1987-1988 |
| 12月31日      | 第38回NHK紅白歌合戦                                           |

## 主な音楽賞

### 第29回日本レコード大賞
- 大賞
  - 愚か者／近藤真彦
- アルバム大賞 
  - LICENSE／長渕剛
- 最優秀歌唱賞 
  - 女の駅／大月みやこ
- ベストアーチスト賞 
  - 君だけに／少年隊
- 最優秀新人賞
  - キミはどんとくらい／立花理佐
- 特別大衆賞
  - 命くれない／瀬川瑛子
  - 難破船／中森明菜
- 金賞
  - 追憶／五木ひろし
  - 濡れた髪のLonely／池田聡
  - MARIONETTE (マリオネット)／BOØWY
  - 無錫旅情／尾形大作
  - 夫婦善哉／石川さゆり
  - 六本木純情派／荻野目洋子
- 優秀歌唱賞
  - 冬の孔雀／柏原芳恵
  - 渡り鳥／三沢あけみ
  - なみだの桟橋／松原のぶえ
- 新人賞
  - ノ・レ・な・い Teen-age／酒井法子
  - あばれ太鼓／坂本冬美
  - 人見知り／畠田理恵
  - I Don't Know!／BaBe

### 第18回日本歌謡大賞
- 大賞
  - 泣いてみりゃいいじゃん／近藤真彦
- 優秀放送音楽新人賞
  - キミはどんとくらい／立花理佐
  - ノ・レ・な・い Teen-age／酒井法子
- 最優秀放送音楽賞
  - 難破船／中森明菜
- 放送音楽プロデューサー連盟賞
  - 夫婦善哉／石川さゆり
  - 北風のキャロル／荻野目洋子

### その他
| 賞                                                     | 受賞作・受賞者 |
| ------------------------------------------------------ | --- |
| 第25回ゴールデン・アロー賞                             | - 音楽賞 - 近藤真彦 - 新人賞（音楽） - 立花理佐、光GENJI、酒井法子 |
| 第20回下谷賞                                           | - 下谷賞 - 松尾善雄「若い風」 |
| 第20回日本有線大賞                                     | - 大賞 - 瀬川瑛子「命くれない」 |
| 第20回全日本有線放送大賞                               | - 上期 - 吉幾三「雪國」 - 年間 - 瀬川瑛子「命くれない」 |
| 第20回日本作詩大賞                                     | - 大賞 - 島倉千代子「人生いろいろ」 |
| 第20回新宿音楽祭                                       | - 金賞 - 酒井法子、立花理佐 - 銀賞 - BaBe、畠田理恵、仁藤優子、石田ひかり、坂本冬美 - 銅賞 - 渡瀬麻紀、牧野アンナほか - 敢闘賞 - 伊藤智恵理 - 審査員特別奨励賞 - 武山あきよ |
| 第19回サントリー音楽賞                                 | - 岩城宏之 |
| 第18回世界歌謡祭（最終回）                             | - グランプリ - スード・エコー「テイク・オン・ザ・ワールド」、武内千佳「No, No, No」 |
| 第17回モービル音楽賞                                   | - 邦楽部門 - 中田博之 - 洋楽部門（本賞） - 堤剛 |
| 第17回創作合唱曲公募                                   | - 入賞 - 村雲あや子「うたひとつ」 - 佳作 - 秋間ゆう子「名まえ」 |
| 第16回FNS歌謡祭                                        | - グランプリ - 近藤真彦「愚か者」 - 最優秀歌唱賞 - 中森明菜「難破船」 - 最優秀新人賞 - BaBe「I Don't Know!」 - 最優秀ヒット賞 - 荻野目洋子「六本木純情派」 - 最優秀視聴者賞 - 五木ひろし「追憶」 - 特別賞 - 光GENJI「STAR LIGHT」、石川さゆり「津軽海峡・冬景色」、a-ha「リビング・デイライツ」 |
| 第16回東京音楽祭                                       | - 該当者なし |
| 第15回銀座音楽祭                                       | - グランプリ - BaBe |
| 第15回ジロー・オペラ賞                                 | - オペラ大賞 - 出口正子、市原多朗 - オペラ賞 - 中村邦子、永井和子、下野昇 - 新人賞 - 渡辺美佐子、青山智英子 - 特別賞 - 国立音楽大学オペラ委員会 |
| 第13回全日本歌謡音楽祭                                 | - ゴールデングランプリ - 近藤真彦「泣いてみりゃいいじゃん」 - 最優秀新人賞 - 酒井法子 |
| 第13回横浜音楽祭                                       | - 最優秀新人賞 - 酒井法子 |
| 第13回日本テレビ音楽祭                                 | - グランプリ - 近藤真彦「さすらい」 |
| 第13回日本演歌大賞                                     | - 大賞 - 瀬川瑛子「命くれない」 |
| 第13回ヤング歌謡大賞・新人グランプリ                   | - 酒井法子 |
| 第12回南里文雄賞                                       | - 高橋達也 |
| 第12回ライオンリスナーズグランプリ・FM東京最優秀新人賞 | - 酒井法子 |
| 第11回長崎歌謡祭                                       | - グランプリ - 滝口祐介 |
| 第8回入野賞                                            | - Mia SCHMIDT『Mondwein für streichquartet』Cort LIPPE『Music for Sho and Harp』 |
| 第8回古賀政男記念音楽大賞                              | - 五木ひろし「追憶」 |
| 第7回日本作曲大賞                                      | - 稲垣潤一「思い出のビーチクラブ」（作曲:林哲司） |
| 第6回メガロポリス歌謡祭                                | - 演歌大賞男性部門 - 五木ひろし（3度目） - 演歌大賞女性部門 - 石川さゆり - ポップスグランプリポップス大賞 - 近藤真彦（3度目） - 最優秀新人ダイヤモンド賞・最優秀新人賞 - 立花理佐、酒井法子 |
| 第6回JASRAC賞                                          | - 国内使用 - 小林明子「恋におちて」 - 外国使用 - 坂本九「上を向いて歩こう」（3度目） |
| 第6回中島健蔵音楽賞                                    | - 優秀賞 - 志村泉、竹前文美子「スペース・桐里」のシリーズ、「日本の音楽展」熊谷弘 - 特別賞 - 木戸敏郎 |
| 第5回咲くやこの花賞 音楽部門                           | - 杵屋禄三・禄宣 |
| 第4回現音作曲新人賞                                    | - 飯田真紀 |
| 第1回TEENS' MUSIC FESTIVAL                             | - ティーンズ大賞 - J-BLOODS - 熱演賞 - MESSIAH、X-WAYSER、KEY STATION - とんがり大賞 - あらまち舞踏団 - アイドル賞、ファッション賞 - コンセプト賞 - OPEN CHAKESS - フォトジェニック賞 - Boy Soprano - お前だけには負けた賞 - KEY STATION - ぽっぷん王国賞 - KEY STATION                         |
| 第1回日本ゴールドディスク大賞                          | - 邦楽 - 中森明菜 - 洋楽 - マドンナ |

## デビュー
- 1月1日 - 中村由真／ジレンマ
- 1月21日 - PEARL／PEARL FIRST
- 1月21日 - ブルー・トニック／blue tonic
- 1月21日 - 牧野アンナ／Love Song 探して
- 2月1日 - 千年COMETS／Lonely Dancer・Timeless Garden
- 2月5日 - 酒井法子／男のコになりたい
- 2月21日 - BaBe／Give Me Up
- 2月21日 - おめで隊／悲しきエクササイズ
- 2月26日 - 統乃さゆみ／オネアミスの翼〜Remember Me Again〜
- 2月26日 - グラスバレー／FREEZIN'
- 2月26日 - 春畑道哉／DRIVIN'（ソロデビュー）
- 2月26日 - 前田亘輝／LOOSE（ソロデビュー）
- 3月3日 - 畠田理恵／ここだけの話 ～オフレコ～
- 3月4日 - 坂本冬美／あばれ太鼓
- 3月18日 - 後藤久美子／teardrop
- 3月18日 - 立見里歌／そんなつもりじゃなかったのに
- 3月21日 - 崎谷健次郎／思いがけないSITUATION
- 3月21日 - 小川はる子／貴婦人
- 3月21日 - 獅子舞／3・21獅子舞
- 3月21日 - 野田幹子／太陽・神様・少年
- 3月21日 - 堀井勝美PROJECT／HOT IS COOL
- 3月25日 - ゆうゆ（岩井由紀子） with おニャン子クラブ／天使のボディーガード（ソロデビュー）
- 4月1日 - 立花理佐／疑問
- 4月1日 - 鈴木聖美 with Rats&Star／シンデレラ・リバティ
- 4月21日 - 金子美香／ティーンエイジブルー
- 4月21日 - KENZI & THE TRIPS／DIANA・FROM RABBIT HOUSE
- 4月22日 - 速水昌未／異性
- 4月22日 - プリンセス・プリンセス／恋はバランス…改名・再デビュー
- 4月25日 - 織田裕二／BOOM BOOM BOOM
- 4月25日 - KAN／テレビの中に
- 4月25日 - MARO／摩天楼
- 4月30日 - ジャッキー・リン&パラビオン／Strangers Dream
- 5月1日 - うしろ髪ひかれ隊／時の河を越えて
- 5月1日 - THE BLUE HEARTS／リンダリンダ
- 5月2日 - 沢村悟郎／やせがまん
- 5月2日 - 南渕一輝／哀愁Dancer
- 5月21日 - 石田ひかり／エメラルドの砂
- 5月21日 - 伊藤美紀／小娘ハートブレイク
- 5月21日 - 沢向要士THE BURST／JAIL
- 5月21日 - 藤堂哲也（現・和田青児）／港町ろくでなし
- 5月25日 - 森高千里／NEW SEASON
- 5月27日 - 守谷香／予告編
- 6月1日 - 渡瀬麻紀／パールモンド・Kiss
- 6月5日 - 岩城憲&Tears Project／レイニー・ナイト・クルージング
- 6月5日 - 仲村トオル・一条寺美奈／新宿純愛物語
- 6月6日 - 真弓倫子／片想いグラフティー
- 6月11日 - 伊藤智恵理／パラダイス・ウォーカー
- 6月15日 - 土田由美 with ヤッちゃんズ／恐怖のヤッちゃん 〜愛と抗争の日々
- 6月17日 - 仁藤優子／おこりんぼの人魚
- 6月21日 - 小沢なつき／追いかけて夏
- 6月21日 - FENCE OF DEFENSE／フェイシア
- 6月21日 - 村勢真奈美（現・藤あや子）／ふたり川
- 6月21日 - GASTUNK／UNDER THE SUN
- 6月21日 - CLAXON／CLAXON
- 6月25日 - T∀X FLEE／T∀X FLEE
- 6月 - 松居慶子／水滴 A Drop Of Water
- 7月1日 - アイドル夢工場／アドベンチャー・ドリーム
- 7月1日 - 長野知夏／風のリフレイン
- 7月10日 - NO-SIDE／NO-SIDE
- 7月21日 - 武山あきよ／白鳥の歌が聴こえますか
- 7月21日 - 西方裕之／北海酔虎伝
- 7月21日 - Be-2／恋のバカンス'87（再デビュー）
- 7月22日 - 五十嵐いづみ／スカイバレー
- 7月22日 - 永井真理子／Oh, ムーンライト
- 7月22日 - 森川由加里／雨のカルメン
- 7月25日 - 玉置浩二／All I Do（ソロデビュー）
- 8月19日 - 光GENJI／STAR LIGHT
- 8月21日 - 小野健児／CRUSH～今宵かぎりの天使に
- 8月21日 - 高田暢彦・川崎徹／私・湘南マタンゴ娘
- 8月26日 - THE PRIVATES／君が好きだから
- 8月31日 - 工藤静香／禁断のテレパシー（ソロデビュー）
- 8月 - 魚海洋司／ダンス・イン・ザ・ダーク
- 9月2日 - GWINKO／STAR SHIP-I'm going high-
- 9月5日 - 長島秀幸／オレンジ・ミステリー
- 9月21日 - 飛鳥涼（現:ASKA）／MY Mr.LONELY HEART（ソロデビュー）
- 9月8日 - DEAD END／GHOST OF ROMANCE
- 9月21日 - 伍代夏子／戻り川（再デビュー）
- 9月21日 - PERSONZ／PERSONZ
- 9月21日 - BUCK-TICK／バクチク現象 at LIVE INN（ライブビデオ）
- 9月21日 - レピッシュ／パヤパヤ
- 9月23日 - 白田あゆみ／恋しくて
- 10月5日 - 沢田知可子／恋人と呼ばせて
- 10月5日 - ZIGGY／ZIGGY 〜IN WITH THE TIMES〜
- 10月14日 - 風間三姉妹／Remember
- 10月21日 - 桑田佳祐／悲しい気持ち (JUST A MAN IN LOVE)（ソロデビュー）
- 10月21日 - ユニコーン／BOOM
- 10月21日 - 鮎ゆうき／黄昏
- 10月21日 - 藤井尚之／NATURALLY・NATURALLY（ソロデビュー）
- 10月21日 - PRESENCE／PRESENCE
- 10月25日 - 柳葉敏郎／Still I Love You（ソロデビュー）
- 11月1日 - ペッパーボーイズ／気持ちしかない
- 11月10日 - 佐倉しおり／ZOOM
- 11月18日 - パンプキン／プレッジハート (誓約)
- 11月21日 - 我妻佳代／プライベートはデンジャラス（ソロデビュー）
- 11月21日 - AMAZONS／GLORIOUS GLAMOUROUS
- 11月21日 - 辛島美登里／Midnight Shout
- 11月21日 - ザ・コレクターズ（THE COLLECTORS）／僕はコレクター
- 11月21日 - 高橋良明／天使の反乱
- 11月21日 - 谷村有美／Not For Sale
- 11月25日 - 小川範子／涙をたばねて
- 12月1日 - EDEN／DREAMILY
- 12月2日 - 渚のオールスターズ／NAGISA NO CASSETTE VOL.1
- 12月16日 - 清水ミチコ／幸せの骨頂
- 12月16日 - レモンエンジェル／レモンエンジェル ファースト
- 12月21日 - A-Cha／OITAな15歳

## 結成
- アイドル夢工場（ - 1987年）
- アクト（ - 1988年）
- アッタケ77
- アリス・イン・チェインズ（ - 2002年、2006年 - ）
- アルゴミュージカル（ - 2009年）
- EPMD（ - 1993年、1997年 - ）
- インペリテリ
- ウィンガー（ - 1994年、2001年 - 2003年、2006年 - ）
- うしろ髪ひかれ隊（ - 1988年）
- エントゥームド（ - 2014年、2016年 - ）
- OK's（ - 1989年）
- audio active
- 音楽座ミュージカル
- Gargoyle
- カイアス（ - 1995年）
- KARAK（ - 1998年）
- カルロス & ソフィア ピアノデュオ
- ギターウルフ
- キャメロット
- キング・コング&ジャングル・ガールズ（ - 1993年）
- キングダム・カム（ - 2016年、2018年 - ）
- クライズラー&カンパニー（ - 1996年）
- クライミー・フィッシャー（ - 1990年）
- グリーン・デイ
- KLF（ - 1995年、2017年 - ）
- ケラー四重奏団
- ゴッド（ - 1996年）
- コナミ矩形波倶楽部（ - 2003年）
- THE EASY WALKERS
- the castanets（ - 2000年、2002年 - ）
- The ピーズ（ - 1997年、2002年 - ）
- ザ・クロス（ - 1993年）
- サマエル
- GLU（ - 1992年）
- ジーザス・リザード（ - 1999年、2008年 - 2010年、2017年 - ）
- ZI:KILL（ - 1994年）
- シニック（ - 1994年、2006年 - ）
- JUSTY-NASTY（ - 1995年、2007年 - 2009年、2015年 - ）
- ジャズ・パッセンジャーズ
- ジャッキー・リン&パラビオン（ - 1987年）
- スピッツ
- セトレ（ - 1989年）
- セリオン
- 創価大学ゴールデンベルリンガーズ（ - 2006年）
- ソバンチャ（ - 1990年、1994年 - 1996年、2005年 - 2012年）
- ダンジグ
- ティアマット
- ディーサイド
- D-Z
- DCトーク（ - 2002年）
- ディスタンス（ - 1989年）
- ディー・プリンツェン
- デジタル・アンダーグラウンド（ - 2008年）
- デンジャー・デンジャー（ - 1994年、1998年 - ）
- 東響コーラス
- トラや帽子店（ - 2000年）
- トルヴェール・クヮルテット
- ナムチェバザール（ - 1991年?）
- ニューワールド交響楽団
- ニルヴァーナ（ - 1994年）
- 人間椅子
- ネッズ・アトミック・ダストビン（ - 1995年、2000年 - ）
- PEARL（ - 1993年、1997年 - 1999年）
- ハーレム・スキャーレム（ - 2008年、2013年 - ）
- バックヤード・ベイビーズ（ - 2010年、2014年 - ）
- バッド・イングリッシュ（ - 1991年）
- ハッピー・ファミリー
- バラネスク・カルテット
- パンプキン（ - 1993年）
- 光GENJI（ - 1995年）
- ピンク・クリーム69
- フィッシュマンズ（ - 1999年、2005年 - ）
- PTON!（ - 1995年）
- フライブルク・バロック管弦楽団
- BLANKEY JET CITY（ - 2000年）
- プリティ・ボーイ・フロイド（ - 1991年、1995年 - ）
- フレンチ、フリス、カイザー、トンプソン（ - 1987年、1990年）
- BaBe（ - 1990年）
- ポーキュパイン・ツリー
- BO GUMBOS（ - 1995年）
- BON CHIC（ - 1994年）
- M/A/R/R/S（ - 1987年）
- マステドン
- マッド・シン
- マリア観音
- メシュガー
- UGK（ - 2007年）
- U.D.O.（ - 1992年、1996年 - ）
- ラッシュ（ - 1996年、2015年 - 2016年）
- LITTLE CREATURES
- レイプマン（ - 1989年）
- REG-WINK（ - 1991年）
- レ・ネグレッセ・ヴェルテ（ - 2001年）
- ロッティング・クライスト

## 解散・活動休止
- アイドル夢工場
- アマデウス弦楽四重奏団
- アメビックス（2008年再結成）
- アルカトラス（2007年活動再開）
- 岩﨑元是&WINDY
- Interiors
- うしろゆびさされ組
- ウルトラヴォックス（1992年活動再開）
- AIRMAIL from NAGASAKI
- NSP（2002年再結成）
- おニャン子クラブ
- キャプテン
- グレイヴ・ディガー（1991年活動再開）
- KUWATA BAND
- サト・ストイツィズモ
- GTR
- SHI-SHONEN
- Sugar
- スコッチ
- ザ・スミス（9月）
- セイントフォー（2018年再始動）
- タイガース・オブ・パンタン（2000年再結成）
- NEW DOBB
- ノボ&ピーマン
- バルティモラ
- ヴァンデンバーグ（2020年再結成）
- ブスっ子くらぶ
- BRONX
- ベイ・シティ・ローラーズ
- ペイル・ファウンテンズ
- ベルリン（1997年再結成）
- ポゼスト（1990年再結成）
- マハヴィシュヌ・オーケストラ
- 息っ子クラブ（2月）
- MAKE-UP（2009年再結成）
- モダン・トーキング（1998年再結成）
- MODERN DOLLZ（1990年再始動）
- 横須賀サーベルタイガー（1月28日）
- ユニヴェル・ゼロ（1999年再結成）
- ラサール弦楽四重奏団
- ラフ&レディ（9月）
- ルネッサンス（1998年活動再開）
- ローザ・ルクセンブルグ
- ローン・ジャスティス

## 再結成
- ギャング・オブ・フォー（ - 1997年）
- ドゥービー・ブラザーズ
- モントローズ（1年のみ）
- リトル・フィート
- レーナード・スキナード

## 誕生
出身地または国籍が日本である人物の国名表記は省略。
- 1月4日 - GILLE（宮崎県、歌手）
- 1月10日 - 伊藤千晃（愛知県、歌手、元AAA）
- 1月12日 - 井上愛（福岡県、歌手）
- 1月29日 - マリア（伊藤彩華）（東京都、歌手）
- 2月1日 - 井澤詩織（埼玉県、声優・歌手）
- 2月16日 - 三浦涼介（東京都、歌手・俳優）
- 2月20日 - 休日課長（埼玉県、ベーシスト、ゲスの極み乙女。/ichikoro/DADARAY）
- 2月27日 - 立花理香（広島県、声優・歌手）
- 3月1日 - ケシャ（ アメリカ合衆国、シンガーソングライター）
- 3月6日 - 松下洸平（東京都、俳優・歌手）
- 3月10日 - KUROKI（宮崎県、歌手、Sherry）
- 3月14日 - 翔馬（神奈川県、歌手、逗子三兄弟）
- 3月26日 - YUI（福岡県、シンガーソングライター）
- 4月3日 - パク・ジョンミン（ 韓国、歌手、SS501）
- 4月4日 - 伊藤美裕（大阪府、歌手）
- 4月9日 - 南里沙（兵庫県、ハーモニカ奏者）
- 4月10日 - ヘイリー・ウェステンラ（ ニュージーランド、歌手）
- 4月10日 - ヒカル（神奈川県、歌手、はやぶさ）
- 4月13日 - 河西里音（東京都、歌手）
- 4月17日 - ヤマサキセイヤ（和歌山県、歌手、キュウソネコカミ）
- 4月20日 - ヲタみん（歌手）
- 4月22日 - SO-TA（宮城県、歌手）
- 4月28日 - 辻友貴（岐阜県、歌手、cinema staff）
- 5月2日 - 北出菜奈（北海道、歌手）
- 5月6日 - S.L.A.C.K.（東京都、ラッパー、PSG）
- 5月7日 - 紺野あさ美（北海道、歌手・タレント・アナウンサー、元モーニング娘。）
- 5月7日 - KEI（東京都、歌手、Brand New Vibe）
- 5月11日 - 武瑠（歌手、SuG/浮気者/sleepyhead）
- 5月13日 - Isaac（ 韓国、歌手、Hemenway）
- 5月13日 - 中村優（奈良県、タレント・歌手）
- 5月21日 - 大竹佑季（宮城県、歌手）
- 5月22日 - 江口拓也（東京都、声優・歌手、Trignal/ゆーたくII）
- 5月27日 - 渋谷龍太（東京都、歌手、SUPER BEAVER）
- 5月29日 - Yun*chi（歌手）
- 6月1日 - 富田麻帆（東京都、女優・声優・歌手、スタァライト九九組）
- 6月4日 - 田中秀和（大阪府、作曲家、MONACA）
- 6月9日 - EMI MARIA（ パプアニューギニア、歌手）
- 6月11日 - TiA（神奈川県、シンガーソングライター）
- 6月13日 - 加賀美セイラ（東京都、歌手・タレント）
- 6月17日 - 辻希美（東京都、歌手・タレント、元モーニング娘。）
- 6月19日 - 福原美穂（北海道、シンガーソングライター）
- 6月21日 - 手嶌葵（福岡県、歌手）
- 6月21日 - リョウク（ 韓国、歌手、SUPER JUNIOR）
- 6月24日 - LiSA（岐阜県、歌手）
- 6月25日 - 藤ヶ谷太輔（神奈川県、歌手、Kis-My-Ft2）
- 6月25日 - 田邊駿一（熊本県、歌手、BLUE ENCOUNT）
- 6月27日 - 三浦サリー（秋田県、歌手）
- 7月2日 - Hikaru（富山県、歌手、Kalafina）
- 7月4日 - 松井絵里奈（奈良県、歌手、earthmind）
- 7月6日 - 水野ギイ（歌手、ビレッジマンズストア）
- 7月11日 - 加藤シゲアキ（大阪府、歌手、NEWS）
- 7月16日 - 高本彩（大阪府、歌手、元Dream、E-girls）
- 7月16日 - 宇野実彩子（東京都、歌手、AAA）
- 7月18日 - 木村ウニ（歌手、蜜）
- 7月25日 - alan（ 中国、歌手）
- 7月27日 - 吉木りさ（千葉県、演歌歌手・タレント）
- 8月1日 - ハシシ（宮崎県、ラッパー、電波少女）
- 8月5日 - ステファニー（ アメリカ合衆国、歌手）
- 8月9日 - Riena（東京都、ファッションモデル・歌手、Marin & Riena）
- 8月11日 - 蒼井翔太（福井県、声優・歌手）
- 8月16日 - 喜多村英梨（東京都、歌手・声優）
- 8月22日 - 成田ハネダ（神奈川県、キーボーディスト、パスピエ）
- 8月24日 - 三浦大知（沖縄県、歌手）
- 8月25日 - ルカ・スーリッチ（ ユーゴスラビア、歌手、2CELLOS）
- 8月26日 - 加治ひとみ（東京都、歌手）
- 9月3日 - 阿部絵里恵（岡山県、歌手、元Dream、E-girls）
- 9月1日 - 吉田このみ（大阪府、歌手）
- 9月4日 - SHIN（長野県、歌手、ViViD）
- 9月9日 - Ikepy（歌手、HER NAME IN BLOOD）
- 9月10日 - 阿井莉沙（神奈川県、歌手、元dream）
- 9月11日 - 大島麻衣（千葉県、歌手・タレント、元AKB48）
- 9月16日 - らっぷびと（東京都、歌手）
- 9月17日 - AYAMO（広島県、ファッションモデル・歌手、AMOYAMO）
- 9月18日 - 大森靖子（愛媛県、歌手）
- 9月19日 - まきちゃんぐ（岡山県、シンガーソングライター）
- 9月19日 - 山本紗也加（石川県、歌手、元Dream、E-girls）
- 9月28日 - ヒラリー・ダフ（ アメリカ合衆国、歌手・女優）
- 10月2日 - 中間淳太（兵庫県、歌手、WEST.）
- 10月4日 - 佐々木喜英（東京都、俳優・歌手）
- 10月7日 - ローレン・メイベリー（ イギリス、歌手、チャーチズ）
- 10月8日 - 平野綾（愛知県、歌手・声優、Springs）
- 10月8日 - ちゃんMari（鹿児島県、歌手、ゲスの極み乙女。/ichikoro）
- 10月12日 - NIKIIE（茨城県、歌手、DADARAY/(K)NoW_NAME）
- 10月18日 - 松本明人（茨城県、歌手、真空ホロウ）
- 10月20日 - 河合郁人（東京都、タレント・俳優・歌手、元A.B.C-Z）
- 10月27日 - 青山テルマ（奈良県、歌手）
- 10月27日 - 齊藤ジョニー（新潟県、歌手、Goose house）
- 10月29日 - 小川麻琴（新潟県、歌手・タレント、元モーニング娘。）
- 10月30日 - ハンサムケンヤ（徳島県、歌手）
- 10月30日 - 内山夕実（東京都、声優・歌手）
- 11月4日 - wowaka（鹿児島県、ソングライター、ヒトリエ、+2019年）
- 11月11日 - 手越祐也（神奈川県、歌手、元NEWS・テゴマス）
- 11月13日 - 西島尊大（音楽家）
- 11月16日 - Nobu（東京都、歌手、Brand New Vibe）
- 11月23日 - 伊達幸志（東京都、歌手、JOKER）
- 11月24日 - 小野晴香（大分県、歌手、元SKE48）
- 11月30日 - ビッケブランカ（愛知県、歌手）
- 12月15日 - 中山卓哉（山梨県、歌手、グッバイフジヤマ）
- 12月16日 - 金元寿子（岡山県、声優・歌手、Afterglow）
- 12月18日 - 絢香（大阪府、シンガーソングライター）
- 12月18日 - 亜沙（東京都、ミュージシャン、和楽器バンド）
- 12月18日 - 酒井由里絵（北海道、歌手、チュール）
- 12月24日 - 青柳文子（大分県、ファッションモデル、歌手、ロマンポルシェ。）

## 死去
- 2月14日 - ドミトリー・カバレフスキー（ ロシア、作曲家、*1904年）
- 6月3日 - アンドレス・セゴビア（ スペイン、ギタリスト、*1893年）
- 6月16日 - 鶴田浩二（静岡県、歌手・俳優、*1924年）
- 7月17日 - 石原裕次郎（神奈川県、歌手・俳優、*1934年）
- 9月21日 - ジャコ・パストリアス（ アメリカ合衆国、ベーシスト、*1951年）
- 10月19日 - ジャクリーヌ・デュ・プレ（ イギリス、チェリスト、*1945年）
- 12月10日 - ヤッシャ・ハイフェッツ（ リトアニア、ヴァイオリニスト、*1901年）
- 12月13日 - クロード・トーマス・スミス（ アメリカ合衆国、作曲家、*1932年）